# Hubert Gardas
Hubert Gardas (17 aprile 1957) è un ex schermidore francese, vincitore di una medaglia d'oro nella scherma ai giochi olimpici.
Si è laureato all'HEC Paris.